# Piskrzyn
Piskrzyn – wieś w Polsce, położona w województwie świętokrzyskim, w powiecie opatowskim, w gminie Baćkowice.
W Piskrzynie znajduje się kamieniołom dolomitu eksploatowany przez Kopalnie Dolomitu S.A. w Sandomierzu. Miejscowe zasoby oceniono na 16 997 tys. ton, z czego dotychczas wydobyto 384 tys. Od 2015 roku trwa proces przenoszenia kopalni do Janczyc.
We wsi funkcjonuje też oczyszczalnia ścieków.
Od 2006 w Piskrzynie działa firma "JAGDOR" produkująca drzwi.
W latach 1975–1998 miejscowość administracyjnie należała do województwa tarnobrzeskiego.

## Integralne części wsi
| SIMC    | Nazwa         | Rodzaj    |
| ------- | ------------- | --------- |
| 0786911 | Nowe Kolonie  | część wsi |
| 0786928 | Stara Wieś    | część wsi |
| 0786934 | Stare Kolonie | część wsi |

## Historia
Według Jana Długosza w XV w. we wsi znajdował się młyn, którego właściciel opłacał czynsz w wysokości półtorej grzywny. Była tu także karczma. Miejscowi kmiecie oddawali dziesięcinę w postaci wozu siana i pęku konopi plebanowi w Modliborzycych. Natomiast zagrodnicy dziesięcinę oddawali biskupowi krakowskiemu.
Rejestr poborowy powiatu sandomierskiego z 1578 r. wykazał, że wieś podzielona była na dwie części. Jedna z nich należała do Dobiesława i Jakuba z Piskrzynia i płaciła 2 grosze i 9 denarów podatku. Druga część była własnością Mikołaja Dłuskiego. Znajdowały się w niej cztery osady. Było tu dwóch zagrodników i jeden łan ziemi.
W 1827 r. Piskrzyn miał 19 domów i 101 mieszkańców. W 1887 r. 23 domy i 195 mieszkańców. Wieś miała powierzchnię 386 mórg. Znajdował się tu także folwark z jednym budynkiem murowanym i 14 drewnianymi.

## Zabytki
- Ruiny młyna wodnego zasilanego niegdyś przez wody Koprzywianki. Zachowane dwie ściany, grube na 70 cm.